# Artilleriewerk Krattigen

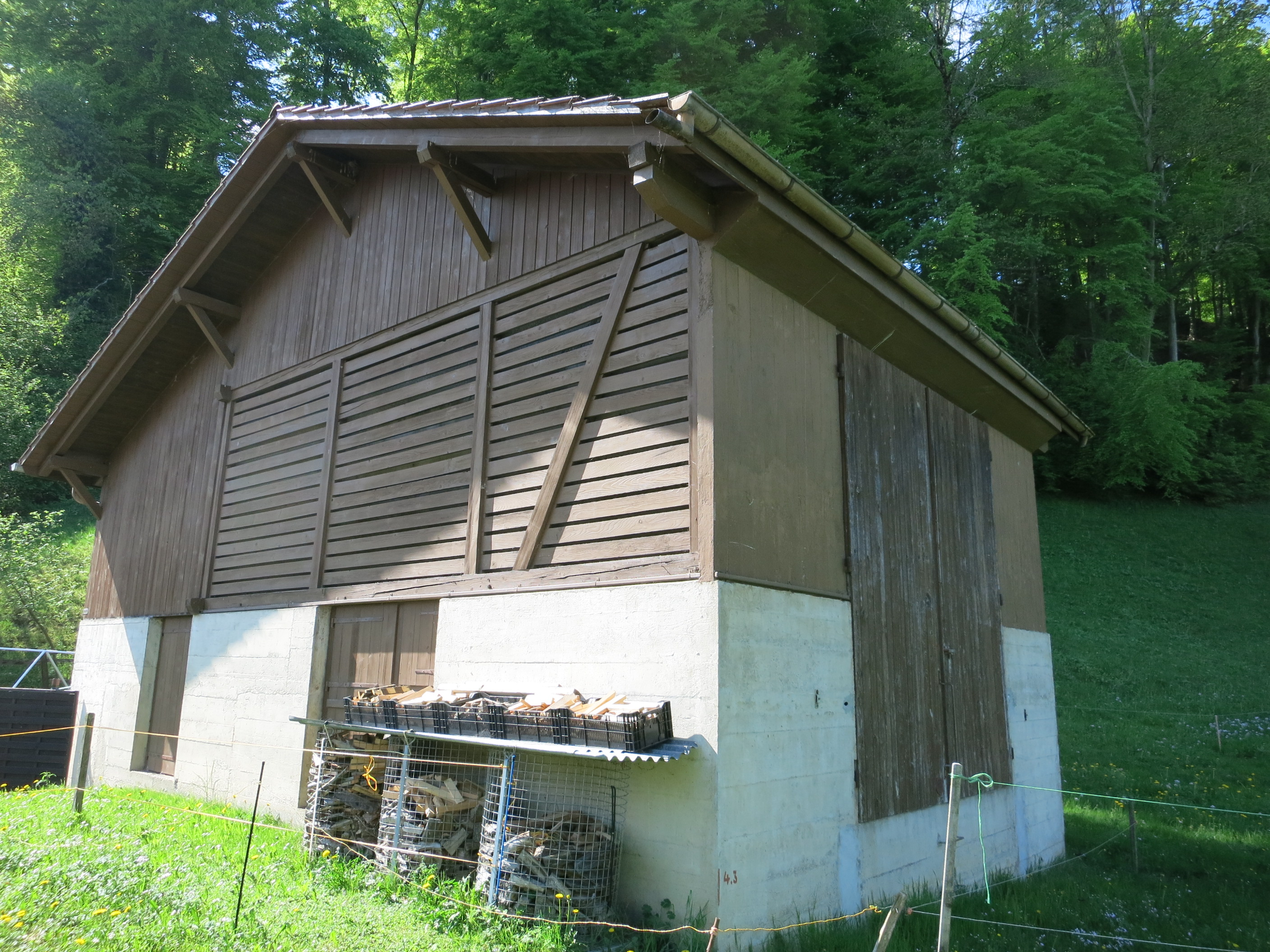
Geschützstand 3

Das Artilleriewerk Krattigen (Armeebezeichnung «Gips» A 1952) befindet sich in der Gemeinde Krattigen am linken Ufer des Thunersees im Berner Oberland. Das Werk gehörte zum Einsatzraum der 3. Division und ab 1947 der Reduitbrigade 21. Das Werk wurde 1941/42 erstellt und 1995 aus der Geheimhaltung entlassen.

## Geschichte
Der Anstoss zum Bau des Werks gab die von General Guisan befohlene neue Armeestellung im Reduit (Operationsbefehle Nr. 11, 12, 13). Die 3. Division (Berner Division) wurde von der Limmatstellung abgezogen und dislozierte vom Fricktal in den neuen Einsatzraum beidseits des Thunersees.
Der Kommandant der 3. Division bildete am linken Thunerseeufer die Divisionsartilleriegruppe II (Schweres Motorkanonenregiment 14 (Abteilung 17 und 18, Batterien 134–137) und Schwere Motorkanonenabteilung 3). Das schwere Motorkanonenregiment 14 war im Juli 1940 aus dem Raum Mettmenstetten-Obfelden ZH nach Interlaken verschoben worden. Im Mai 1941 wurde es dem 2. Armeekorps unterstellt und nach Sursee disloziert. Das Schwere Motorkanonenregiment 12 (Abteilungen 13 und 14, Batterien 126–129) übernahm seinen Auftrag.

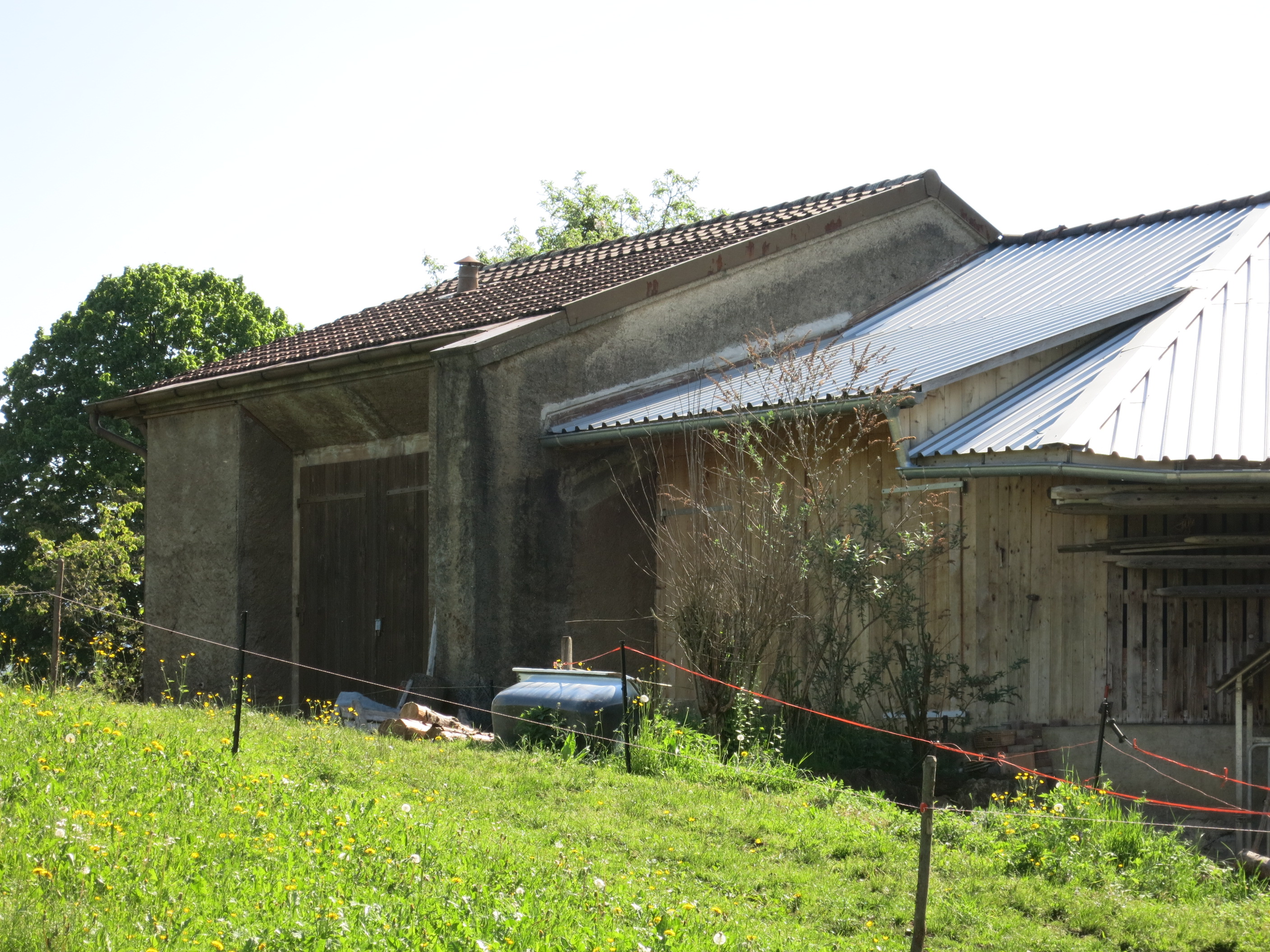
Geschützstand 1

Die Feuerstellungen der Divisionsartilleriegruppe II lagen im Raum Faulensee-Krattigen-Reichenbach-Aeschi-Hondrich mit dem Kommandoposten im Hondrichwald. Im Werk Krattigen wurde 1940 die Batterie 134 und ab 1941 die Batterie 129 eingesetzt.
Die 10.5 cm Bunkerkanonen hatten 1947 ausgedient. Mit dem Schweren Motorkanonenregiment 12 wurde die Batterie 129 1950 aufgelöst.
Ende der 1960er Jahre wurde das Artilleriewerk desarmiert. 1970–1976 wurde das leere Werk von einem Armeestabsteil als Übermittlungszentrale für Verbindungen zu den Militärattachés im Ausland genutzt (Botschaftsfunk).
Von 1976/77–1980 fanden im Werk Krattigen unter dem Tarnnamen «Alpengarten» Ausbildungskurse des Spezialdienstes der Untergruppe Nachrichtendienst und Abwehr (UNA) statt, der Vorläuferorganisation der geheimen Widerstandsorganisation P-26.

## Bau
Im September 1940 begann die Truppe mit dem Bau von feldmässigen Kriegsstellungen, die von der Abteilung 17 (Batterien 134 und 135) bezogen wurden. Im Mai 1941 wurde der verbunkerte Versuchsstand Hentschenried/Spiez A 1953 mit dem Arbeitsgeschütz der Abteilung 17 eingeschossen. Er diente als Vorbild für die Werke Krattigen, Faulensee, Sandgruben und Mülenen.
Anstelle der feldmässigen Stellungen wurde vom Mai bis Dezember 1940 das Werk gebaut. Die drei Stände waren im Juli 1942 schussbereit. Im Juni 1943 wurde die Batteriestellung Krattigen vom Baubüro Thun des Büros für Befestigungsbauten (BBB) an das Festungswachtkorps (FWK) übergeben.

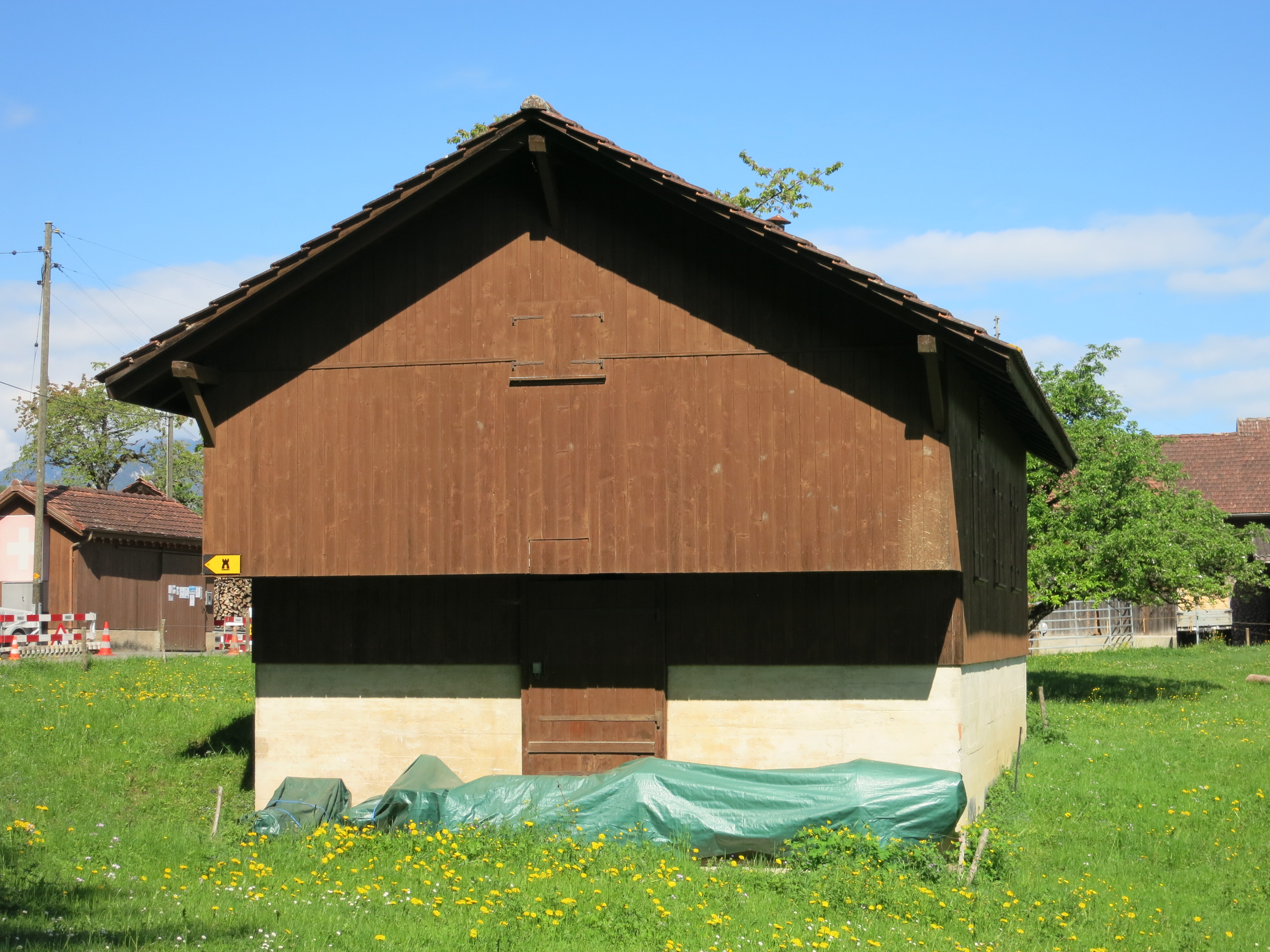
Geschützstand 2

Die Baukosten betrugen Fr. 739'000.

## Anlagen und Bewaffnung
- Infanteriebunker Krattigbach A 1951 (abgebrochen) ⊙

Das ArtillerieWerk verfügte über drei 10,5-cm-Festungsgeschütze 35 L42 (System Bofors) mit Parallelhebellafetten. Der Wirkungsbereich der Geschütze reichte bis Uetendorf. Pro Geschütz konnten pro Minute vier bis fünf Schüsse abgegeben werden.
Die Geschütze wurden von sechs bis neun Mann bedient: Geschützführer (Unteroffizier), Richter, Verschlusswart, zwei Munitionsträger, zwei Geschossträger.
- Artilleriewerk A 1952: Geschütz G1 ⊙
- Artilleriewerk A 1952: Geschütz G2 ⊙
- Artilleriewerk A 1952: Geschütz G3 ⊙
- Artilleriebunker Hentschenried A 1953	⊙

## Die Infrastruktur der Festung
Das Werk besteht aus drei einzelnen Geschützstellungen, die durch ein Stollensystem verbunden sind, das einen zentralen dreieckigen Innenraum bildet. Der Zentralraum bestand aus einem Kommandoraum und einem Maschinen-, Filter- und Ventilationsraum. Die Geschützstellungen sind als landwirtschaftliche Scheunen getarnt.
Der Zugang zur Anlage erfolgte durch die Eingangsbaracke, später durch die Garagen beim Geschützstand 1. Von dort konnten durch die Stollen die drei Kampfstände erreicht werden. Die Stände sind tief gelegt und die Öffnungen der Topfscharten Nahe am Boden.
- Telefonzentrale Modell 1942
- zwei Funkgeräte Typ K1A
- Mannschaftsunterkünfte unter den Geschützständen
- Gasschutzeinrichtungen
- Hülsenabsaugeapparat
- Rohausblasvorrichtung
- gesonderten Munitionseingangsstollen
- Toilettenanlage mit Dusche
- Küche
- Waschanlage, Wassertank für 6400 Liter (1970)
- dreiteilige Kläranlage (1970)

## Heute
Das Artilleriewerk wurde 2004 vom jetzigen Besitzer gekauft, der es schrittweise in den ursprünglichen Zustand zurückversetzt. Damit soll jeder Teil seiner Geschichte dargestellt werden. Besuchsmöglichkeiten sind auf der Homepage angegeben.

## Versuchsstand Hentschenried

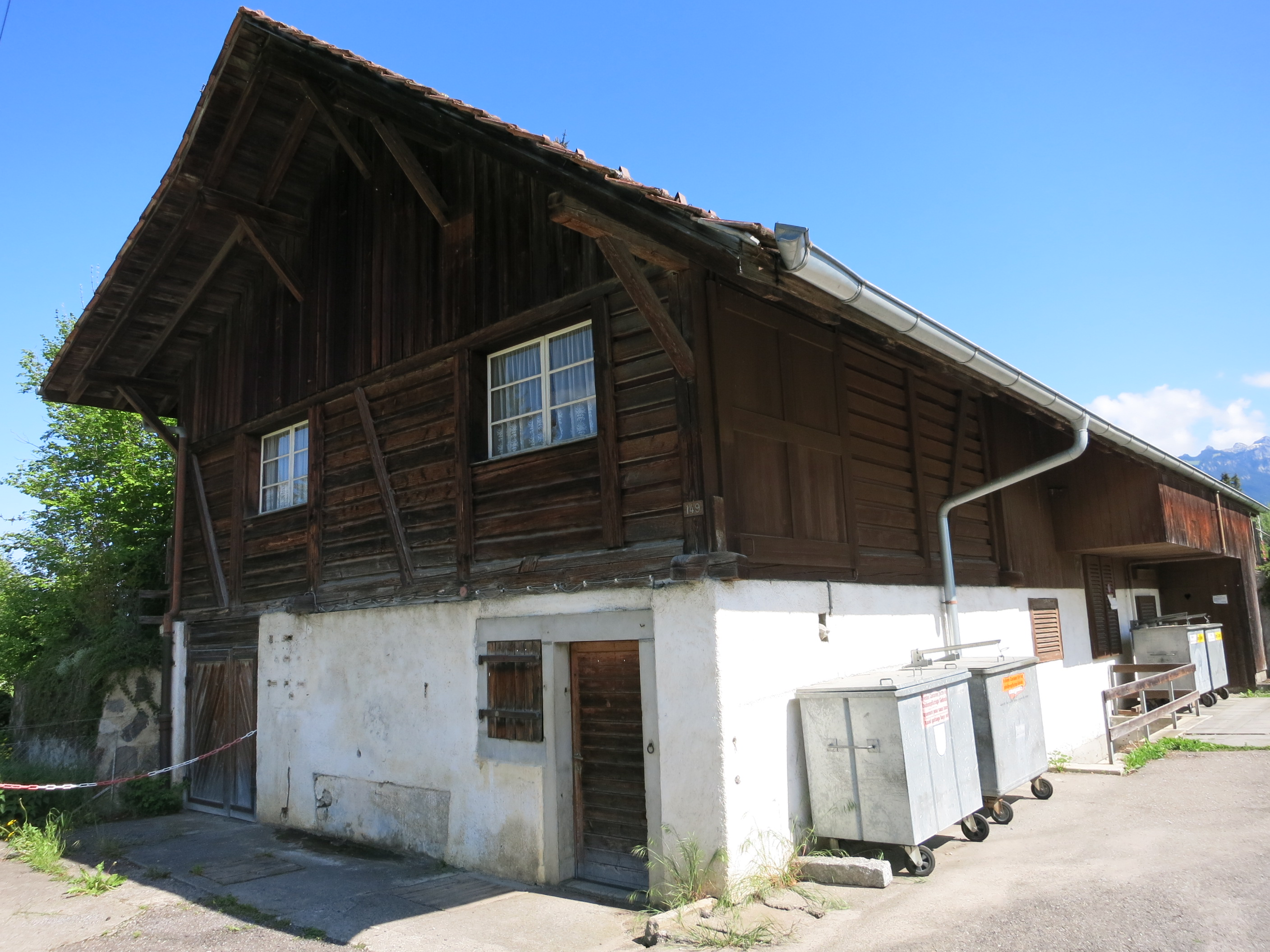
Versuchsstand Hentschenried

Der Versuchsstand (Armeebezeichnung «Hrd AG» A 1953) befindet sich einen Kilometer westlich des Werks Krattigen auf dem Gebiet der Gemeinde Spiez. Der 1941 vollendete Geschützstand wurde für eine 10.5 cm Kanone 1935 und mit einem guten Schutz gegen Fliegerbomben und Artilleriebeschuss konzipiert. Der Bau musste mit wenig Materialaufwand und guter Anpassung an die Umgebung (Tarnung) erfolgen. Der Bunker wurde an eine bestehende Scheune angebaut. Der Dachraum wurde ausbetoniert und die Ziegel mit Sturmhaken verstärkt. Der Vorscherm auf der Schartenseite wurde zurückgesetzt und die Dachkännel demontierbar.
Die Erfahrungen mit dem Versuchsstand Hentschenried wurden benutzt, um die Grundkonzeption der Artilleriewerke Krattigen, Faulensee, Sandgruben und Mülenen zu entwickeln und zu erproben. Beim Versuchschiessen im Mai 1941 wurden die neu entwickelte Parallelhebellafette und der Kollektivgasschutz mit den Ventilationssystemen (Kohlenmonoxidwerte bei längerem Serienschuss) getestet. 160 Schüsse wurden ins Zielgebiet Lägenbergalp ob Reutigen und Krümmelwege im Stockhorngebiet abgegeben. Der Geschützstand wurde von der Schweren Motorkanonenbatterie 129 des Werks Krattigen als Leitgeschütz verwendet.
Nach 1947 wurde der Artilleriebunker nicht mehr verwendet. Ab zirka 1963 befand sich das erste Funkzentrum des Spezialdienstes der geheimen Widerstandsorganisation hier. Der diplomatische Botschaftsfunk war in einer Baracke in Faulensee/Bürg stationiert. Sie diente der Botschaftsfunk-RS Jassbach als Ausbildungsstation. Dort gab es Anschlüsse an das im Thunersee verlegte Militärtelefonkabel C35 zum Artilleriewerk Waldbrand. In der Baracke war eine Kurzwellenfunkstation F6 (Siemens 1kW-Sender) und später eine ARQ-Station mit einem 400W-Sender untergebracht. Als Antennen dienten ein Fan-Dipol mit dem Abstimmgerät AGD von Zellweger Uster und eine Vertikalantenne mit dem Abstimmgerät AGV von Zellweger.